# Pseudodominio de nivel superior
Un pseudodominio de nivel superior o Pseudo-TLD (del inglés Pseudo-Top Level Domain) son términos usados para identificar servicios en redes de computadores que no participan en el sistema oficial del sistema de nombres de dominio (DNS) pero que usan una jerarquía y una nomenclatura similar a como lo hacen los TLDs verdaderos. Son usados solo para propósitos especiales, típicamente para direccionar máquinas que no son alcanzables directamente usando el protocolo IP.
Aunque no tienen un estatus oficial, son consideradas como una forma de identificación de este tipo de servicios.  
Debido a su naturaleza la mayoría de los Pseudo-TLD tienen un periodo de vida corto aunque hay algunas excepciones y muchos sobreviven como reliquias.
Ejemplos: .bitnet para Bitnet, .onion para servicios de la red Tor, .i2p para servicios de la red i2p, .bit para servicios basados en la cadena de bloques Namecoin, .csnet para CSNET, .swift para el  SWIFTNet Mail, .opte que es usado por la Casiopeanet aparte de .opte.ga para conectar con la Internet y .uucp para servicios de la red Usenet.
- Datos: Q29388